# Fire (chanson de Michelle Williams)
Pour les articles homonymes, voir Fire.
Singles de Michelle Williams
If We Had Your Eyes
(2013) Say Yes (featuring Beyoncé & Kelly Rowland)
(2014)
Pistes de Journey To Freedom
Fall (featuring Lecrae & Tye Tribbett) Free
Fire est une chanson de la chanteuse américaine Michelle Williams. Le 24 septembre 2013, le single est sorti digitalement dans le monde entier comme étant le second single de son album Journey To Freedom.